# Сімо-Камаґарі
Шімо́-Камаґа́рі (яп. 下蒲刈島, しもかまがりじま, шімо-камаґарі-джіма, «острів Нижній Камаґарі») — острів у Внутрішньому Японському морі. Належить до групи островів Ґеййо. Площа 7,927 км². Населення 2223 особи. Розташований на південному заході префектури Хірошіма, на півдні міста Куре. Входить до складу кварталу Шімо-Камаґарі, колишнього містечка Шімо-Камаґарі.

## Географія

Шімо-Камаґарі на карті префектури Хіросіма.

Шімо-Камаґарі розташований в західній частині Внутрішнього Японського моря. На півночі його омивають води протоки Менеко, на сході — води протоки Санносе, а на півдні та заході — води моря Акі.
На північ від Шімо-Камаґарі розташовано порт Ніґата міста Куре, з яким він сполучається мостом Акінада. На сході лежить острів Камі-Камаґарі, сполучення з яким здійснюється через міст Камаґарі. На півдні, в районі південно-східного мису Бичача голова, розташовано 4 малих острова-скелі.
Територія Шімо-Камаґарі покрита крутими горами і пагорбами. Найвища точка — гора Охіра, вистою 275 м.
Помешкання сконцентровані в районах Мішіро — північному районі Шімо-Камаґарі, який використовуйся для перечікування західного штормового вітру; Санносе — східному районі, що служив політико-адміністративним центром острова, та О-Джідзо — південному районі Шімо-Камаґарі.

## Поселення
Історично на території Шімо-Камаґарі існувало два поселення: Санносе і Шімоджіма. Перше було соціально-адміністративним центром острова, в якому знаходився порт на шляху зі столиці Кіото до Кюшю та піратський замок.
1 квітня 1889 року Санносе і Шімоджіма увійшли до складу новоутвореного села Камаґаріджіма повіту Акі префектури Хірошіма. 27 липня 1891 року ці поселення виокремилися в село Шімо-Камаґаріджіма, яке 1 січня 1962 року було перейменовано на містечко Шімо-Камаґарі.
1 квітня 2003 року містечко Шімо-Камаґарі стало складовою частиною міста Куре префектури Хірошіма.

## Економіка
Основою економіки Шімо-Камаґарі є сільське господарство — вирощування мандаринів, полуниць, овочів та картоплі. В прибережних районах займаються рибацькими промислами. На півночі острова, на Білому мисі, видобувають вапняк. Через господарську обмеженість Шімо-Камаґарі більшість мешканців виїздить на роботу до Куре й Хірошіми.